# 晶体惯态

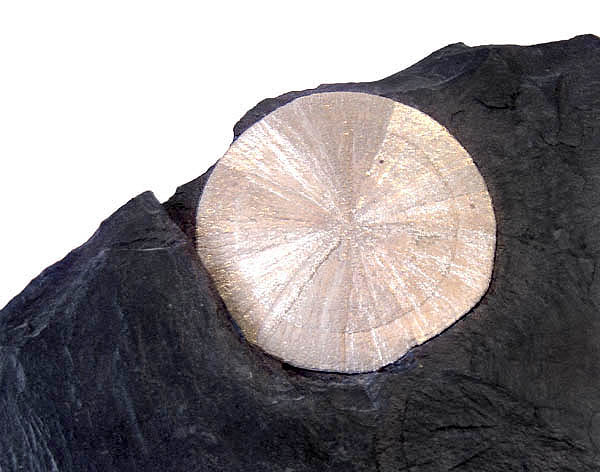
层状页岩中的硫铁矿。在页岩缝隙中被迫以横向放射状结晶。正常情况下硫铁矿形成立方结晶。

晶体惯态，又称晶癖，晶体习性，结晶习性，简称晶习，指矿物晶体趋向于某一种特定外形的特性。这种外形可以指单晶，也可以指晶簇的形态。晶体惯态主要取决于晶体本性，但有时也与生长条件有关。

## 影响因素
在矿物学中，矿物晶体按发育程度分为按应有形状发育完整的自形晶，发育不完整但带有部分晶面的半自形晶和受限而未发育出应有晶面的它形晶。晶体惯态能帮助矿物学家识别大量的矿物，但特殊条件下形成的非常见晶形有时也会对判断造成误导。
影响晶体惯态的因素还包括生长过程中存在的微量杂质，孪晶和生长条件（如热，压力，空间），断层或冰川运动运动造成的条纹，多种晶形的组合等。属于相同晶系的矿物不一定表现出相同的晶体惯态。在特定地区发现的一些矿物具有独一无二的晶体惯态：例如，虽然大多数蓝宝石形成拉长的酒桶状状晶体，而在蒙大拿州发现厚板状的蓝宝石晶体。通常情况下，后者为红宝石的晶体惯态。蓝宝石和红宝石都是刚玉，由α-氧化铝掺杂不同属离子杂质形成。

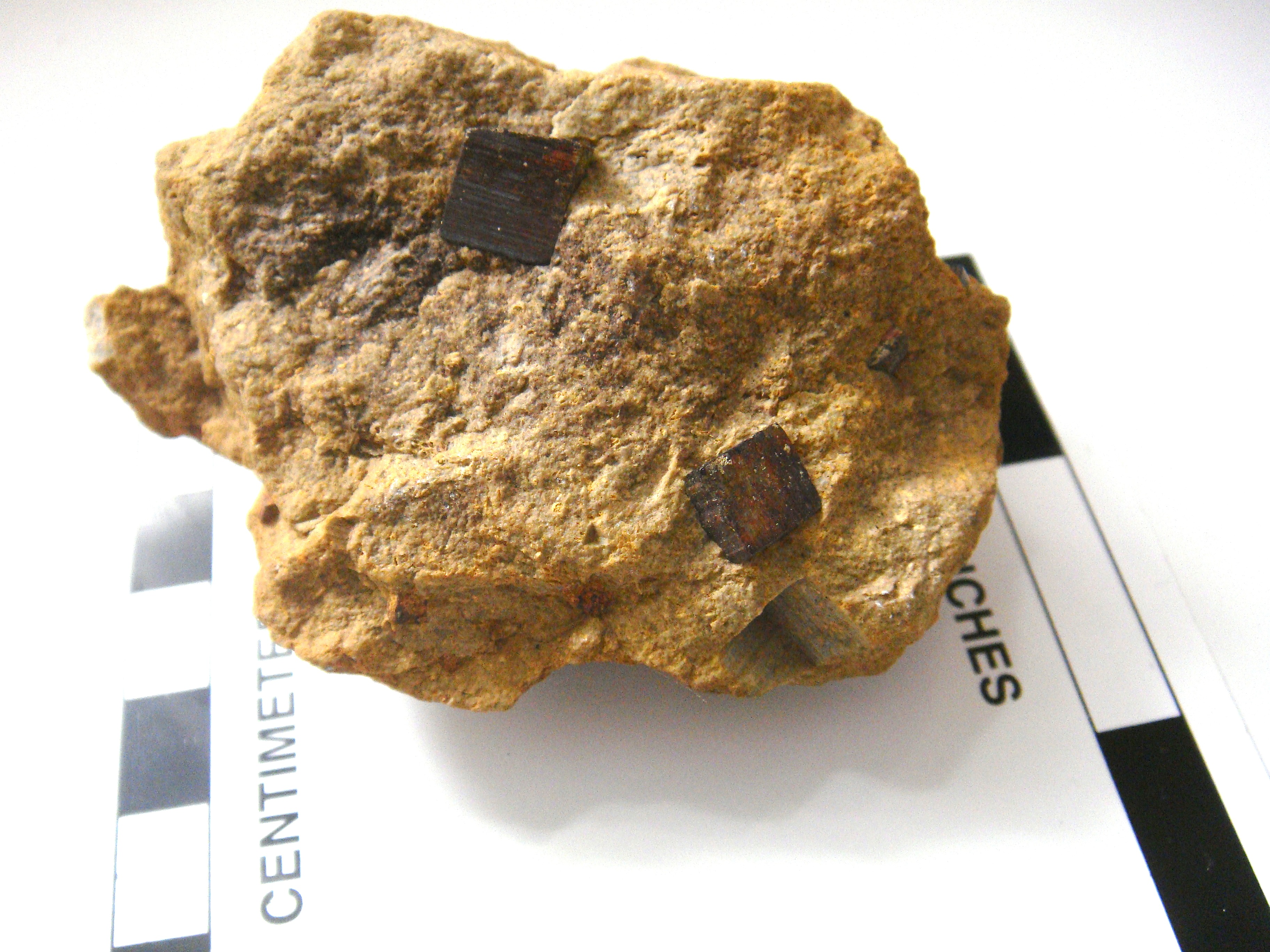
黄铁矿被铁氧化物替代而形成立方体形状的针铁矿

矿物形成与变质过程中，有些矿物可能取代现有的另一种矿物，同时保留原来的晶体惯态，这种现象称为礦物假象。一个典型的例子是“老虎眼睛石英”，青石棉被二氧化硅取代，虽然石英通常形成棱柱晶体，但此处原来的石棉纤维形态被保留。

## 分类依据
描述晶体惯态常根据：
- 主要晶面与晶面夹角：棱柱，棱锥，板状
- 多面体种类：立方体，八面体，十二面体
- 单晶的聚集状态：纤维状，葡萄状，放射状，块状
- 晶体外观：层状（分层），树突状，刀刃状，针状，透镜状，片状

对于矿物单体的形态，根据晶体在三维空间的发育程度， 晶体惯态大致分为三种基本类型：晶体沿一个方向特别发育，呈柱状、针状和纤维状等，如水晶、绿柱石、电气石、角闪石和金红石等；晶体沿两个方向相对更发育，呈板状、片状、 鳞片状和叶片状等。如重晶石、云母、石墨和绿泥石等；晶体沿三个方向发育大致相等，呈粒状或等轴状。如黄铁矿、石榴子石和橄榄石等。此外，尚存在短柱状、板柱状、板条状和厚板状等过渡类型。
对于矿物集合体的形态，根据单晶肉眼是否可见有显晶与隐晶或胶状集合体之分。显晶主要有柱状，针状，板状，片状，鳞片状，叶片状和粒状。隐晶和胶状集合体则有分泌体、结核、鲕状及豆状集合体、钟乳状集合体等多种集合形态。

## 晶体惯态列表
| 晶体惯态       | 图片 | 描述                                                   | 示例                                                     |
| -------------- | ---- | ------------------------------------------------------ | -------------------------------------------------------- |
| 针状           |      | 细长或锥形的针状                                       | 钠沸石，金红石                                           |
| 扁桃状         |      | 扁桃状                                                 | 片沸石，半自形鋯石                                       |
| 刀刃状         |      | 修长而扁平的片状                                       | 阳起石，蓝晶石                                           |
| 葡萄状或球状   |      | 葡萄状或球状，或半球形                                 | 赤铁矿，黄铁矿，孔雀石，菱锌矿，异极矿，水砷锌矿，磷铝石 |
| 柱状           |      | 平行延伸的长棱                                         | 方解石, 石膏，透明石膏                                   |
| 鸡冠状         |      | 密集的薄片或平板                                       | 重晶石，白铁矿                                           |
| 立方           |      | 立方体                                                 | 黄铁矿，方铅矿，岩盐                                     |
| 树枝状         |      | 像树枝一样，从一点开始分叉                             | 软锰矿和其它锰氧化物，菱镁矿，原生铜                     |
| 十二面体       |      | 菱形十二面体                                           | 石榴石                                                   |
| 簇状或晶洞     |      | 小晶体构成一个壳，中间形成腔                           | 钙铬榴石，孔雀石，石青                                   |
| 孪晶           |      | 互为镜像的两块单晶                                     | 石英，斜长石，十字石                                     |
| 等轴晶         |      | 长度，宽度，厚度大致相等                               | 橄榄石，石榴石                                           |
| 纤维状         |      | 及其纤细的棱状                                         | 蛇纹石, 透闪石（例如石棉）                               |
| 丝状或毛细管状 |      | 非常细的类似毛发或线                                   | 多种沸石                                                 |
| 层状，云母状   |      | 可剥离的层状结构                                       | 云母（白云母，黑云母等）                                 |
| 颗粒状         |      | 集体中密集的它形晶粒                                   | 斑铜矿，白钨矿                                           |
| 异极像结晶     |      | 呈两端不对称的板状或柱状                               | 异极矿，锂电气石                                         |
| 六边形         |      | 六边形或六角柱                                         | 石英，碳酸芒硝                                           |
| 骸晶           |      | 类似于立方体，但外部立方体生长得比内部快，出现凹凸感   | 岩盐，方解石，合成铋                                     |
| 乳头状         |      | 相交的球的一部分，比葡萄状大，同样有有密集的同心圆的层 | 孔雀石，赤铁矿                                           |
| 块状           |      | 无特定形状的大块晶体                                   | 褐铁矿，绿松石，朱砂，雄黄                               |
| 结节状         |      | 大致呈球形，有不规则的突起                             | 玉髓，各种晶洞                                           |
| 八面体         |      | 两个四角锥贴合                                         | 金刚石，磁铁矿                                           |
| 羽毛状         |      | 细，薄的羽毛状                                         | 绿铜锌矿, 硫锑铅矿, 钒铜铅矿                             |
| 角柱状         |      | 棱柱状，发育良好的细长的平行于c轴的晶面                | 电气石，绿柱石                                           |
| 六方对称       |      | 周期性结合的六边形孪晶                                 | 文石, 金绿宝石                                           |
| 放射状或扩散状 |      | 从中心放射                                             | 放射纤维磷铝石，放射状黄铁矿                             |
| 肾形或胶粒状   |      | 与乳头状和球状相似                                     | 赤铁矿，软锰矿                                           |
| 网状           |      | 网状共生晶体                                           | 白铅矿                                                   |
| 玫瑰花形       |      | 像玫瑰花放射的密集的板状                               | 石膏，重晶石（所谓沙漠玫瑰）                             |
| 楔形           |      | 楔形                                                   | 榍石                                                     |
| 钟乳石状       |      | 圆柱或圆锥状的类似于钟乳石和石笋的                     | 方解石，针铁矿                                           |
| 星状           |      | 类似于星光的放射状                                     | 叶蜡石, 文石                                             |
| 横纹状         |      | 本质上并不是晶体惯态，特殊矿物在一定条件下形成横纹     | 电气石，黄铁矿，石英，长石，闪锌矿                       |
| 块状或平板状   |      | 与等轴晶体相比，长略大于宽                             | 长石，黄玉                                               |
| 板状           |      | 平板，有尖塔状突出                                     | 钼铅矿                                                   |
| 四面体         |      | 四面体结晶                                             | 黝铜矿，尖晶石，磁铁矿                                   |
| 束状           |      | 类似于收割捆扎的秸秆堆                                 | 辉沸石                                                   |